# Alberto Laiseca
Alberto Laiseca, né à Rosario le 11 février 1941 et mort le 22 décembre 2016 à Buenos Aires, est un romancier, poète et nouvelliste argentin. 
Il a produit en une quarantaine d'années une œuvre étendue et très variée d'une grande cohérence, marquant le paysage littéraire argentin (des auteurs aussi différents que Ricardo Piglia, César Aira ou Rodolfo Fogwill...) avec une vingtaine d'ouvrages publiés, essentiellement des romans et des recueils de nouvelles.

## Biographie
Alberto Jesús Laiseca est né à Rosario en 1941. Sa famille déménage peu après sa naissance dans le petit bourg de Camilo Aldao, loin des grandes cités telles que Rosario ou Buenos Aires. Il y passe une enfance et une adolescence marquées par le décès de sa mère et par une relation conflictuelle avec son père. Il interrompt des études d'ingénieur pour se consacrer à la littérature, et exerce parallèlement durant de nombreuses années divers métiers précaires dont saisonnier ou réparateur de lignes téléphoniques, puis à partir de 1985 et pendant dix ans, correcteur d'épreuves pour le journal La Razón. Il collabore enfin avec différents journaux et revues où il publie notes de lectures et critiques littéraires.
Son premier roman Su turno para morir paraît en 1976 chez Corregidor. Puis en 1982, quasi simultanément, paraissent son deuxième roman Aventuras de un novelista atonal (Sudamericana) et un premier recueil de nouvelles Matando enanos a garrotazos (Editorial de Belgrano). Il travaille durant ce temps et dans les années qui suivent, dix années au total, à son grand œuvre : Los Sorias, une monstrueuse et hallucinante contre-utopie, où épopée et mythe se mêlent à la comédie sur plus de 1300 pages, et dont Ricardo Piglia a établi la préface et qu'il juge « meilleur roman écrit en Argentine depuis Les Sept Fous ». Plus de dix années sont ensuite nécessaires à trouver un éditeur : ce sont les éditions Simurg qui l'édite en 1998, en souscription et à 350 exemplaires. Los Sorias est réédité en 2004 par Gargola.
Ainsi, le rythme de ses publications s'accélère à partir de la fin des années 1980, faisant alterner romans, nouvelles, récits d'inspiration autobiographique. Il obtient en 1991 la bourse Guggenheim et en 2004, le prix de la Fundación Kónex, diplôme du mérite catégorie roman pour les années 1999-2003. Dans les années 2000, il anime un programme sur le câble argentin Cuentos de Terror, où dans des épisodes d'une dizaine de minutes, il récite des pages de la littérature fantastique mondiale. En 2003, l'émission reçoit le prix Martín Fierro catégorie Culture/Education. Ce programme télévisuel le fait connaître à un public toujours plus large. Son œuvre a récemment inspiré les cinéastes Mariano Cohn y Gastón Duprat : El artista en 2009 et Querida voy a comprar cigarrillos y vuelvo en 2011, où Laiseca endosse pour le premier le rôle d'un artiste-peintre, et son propre rôle pour le deuxième.
Pendant plusieurs années, Alberto Laiseca anime des ateliers d'écriture. 

## L'œuvre
- Si vous ne connaissez pas le sujet, laissez ce bandeau (vous pouvez alors contacter les auteurs).
- Si vous supprimez le contenu mis en cause (vous pouvez préalablement contacter les auteurs),

argumentez précisément cette suppression dans la page de discussion
(un manque de référence n'est pas un argument ; une recherche réelle de référence doit avoir été effectuée, être formellement documentée).
Son œuvre est caractérisée par un imagination débordante, un humour ravageur, une grande érudition. D'une côté elle explore l'histoire humaine, l'histoire des civilisations et leur réécriture (il situe certains de ses livres dans l'antiquité égyptienne, au temps de la construction de la Muraille de Chine ou encore sous les dictatures) ; d'un autre elle s'intéresse aux rapports de domination quels qu'ils soient (sociaux, politiques, psychologiques, magiques, sexuels...). Les personnages de Laiseca sont l'incarnation même de l'excès. Tour à tour auteurs et victimes d'abus de pouvoir, toujours protagonistes de péripéties délirantes. Il puise son inspiration à la fois chez les maîtres de la littérature populaire : policière, historique, fantastique (Edgar Poe, Bram Stocker, Mika Waltari ou Gaston Leroux) et chez les grands écrivains modernistes (de Rabelais à James Joyce en passant par Sade). Son œuvre se nourrit encore des disciplines aussi variées que la musique, le cinéma, l'archéologie, l'histoire des guerres, les religions ou la magie.
Inédite en France jusqu'aux années 2010, la traduction d'Aventuras de un novelista atonal (Aventures d'un romancier atonal) est parue aux éditions Attila en mai 2013, en même temps qu'un recueil de deux nouvelles aux éditions de La Guêpe Cartonnière.

## Œuvres
- 1976 : Su turno para morir
- 1982 : Matando enanos a garrotazos
- 1982 : Aventuras de un novelista atonal
- 1987 : Poemas chinos
- 1989 : La hija de Kheops
- 1990 : La mujer en la muralla
- 1991 : Por favor ¡plágienme!
- 1993 : El jardín de las máquinas parlantes
- 1998 : Los sorias
- 1999 : El gusano máximo de la vida misma
- 2000 : Gracias Chanchúbelo
- 2001 : En sueños he llorado
- 2001 : Beber en rojo
- 2003 : Las aventuras del profesor Eusebio Filigranati
- 2004 : Las cuatro Torres de Babel
- 2006 : Sí, soy mala poeta pero...
- 2007 : Manuel Sadomasoporno
- 2010 : El Artista
- 2011 : Cuentos Completos